# لويس دي لا كروز
لويس دي لا كروز (بالإسبانية: Luis de la Cruz)‏ (23 مارس 1991 - ) هو مدرب كرة قدم ولاعب كرة قدم باراغواياني في مركز حراسة المرمى. لعب مع نادي غواراني (نادي كرة قدم).

## وصلات خارجية
- لويس دي لا كروز على موقع قاعدة بيانات كرة القدم.إي يو (الإنجليزية)
- لويس دي لا كروز على موقع Soccerway.com (الإنجليزية)
- لويس دي لا كروز على موقع عالم كرة القدم.نت (الإنجليزية)
- لويس دي لا كروز على موقع AS.com (الإسبانية)